# اریک هافتون
اریک هافتون (انگلیسی: Erik Hoftun؛ زادهٔ ۳ مارس ۱۹۶۹) یک بازیکن فوتبال اهل نروژ است.
وی همچنین در تیم ملی فوتبال نروژ بازی کرده‌است.